# جائزة أستراليا الكبرى للدراجات النارية 1998
جائزة أستراليا الكبرى للدراجات النارية 1998 هو سباق دراجات نارية أقيم بتاريخ 4 أكتوبر 1998 في حلبة الجائزة الكبرى بجزيرة فيليب. كان الجولة الثالثة عشر من أصل 14 في سباق الجائزة الكبرى للدراجات النارية موسم 1998. فاز الأسترالي ميك دوهان بفئة 500 سي سي بينما جاء النيوزلندي سيمون كرافار في المركز الثاني.

## وصلات خارجية
- الموقع الرسمي